# The Mandela Catalogue
The Mandela Catalogue ist eine analoge Horror-Webserie, die 2021 vom amerikanischen YouTuber Alex Kister erstellt wurde. Sie spielt im fiktiven Mandela County, Wisconsin, das von „Alternates“ heimgesucht wird, außerweltlichen Wesen, die ihre Opfer psychisch foltern, mit dem ultimativen Ziel, ihre Identität als „Doppelgänger“ anzunehmen. Die Serie wurde online durch Reaktionsvideos und Story-Analysen von Internetnutzern populär.

## Hintergrund und Thema
The Mandela Catalogue spielt hauptsächlich in den frühen 1990er und späten 2000er Jahren und spielt im fiktiven Mandela County in Wisconsin, das von Gestaltwandlern namens „Alternates“ terrorisiert wird. Alternates, angeführt von einer Darstellung des Erzengels Gabriel, sind nahezu unsterbliche Wesen, die die Menschheit auslöschen wollen, indem sie sie psychologisch bis zum Selbstmord foltern. Die Alternates können audiovisuelle Medien wie Fernseher, PCs und Fahrzeug-GPS-Systeme manipulieren.
Die Serie enthält viele biblische Anspielungen und verweist auf die Arche Noah, Adam und Eva, Maria und Josef und die Geburt Jesu. Es wird stark angedeutet, dass die Alternates biblische Dämonen sind und dass Erzengel Gabriel in Wirklichkeit Satan in Verkleidung ist.
The Mandela Catalogue besteht aus 8 Kurzfilmen und 5 Volumen in zwei „Akten“. Der erste Kurzfilm wurde am 9. Juni 2021 veröffentlicht. Die Serie gehört zu einem Subgenre des Horrors, das als Analog Horror bezeichnet wird. Serienteile werden normalerweise als Found-Footage-Material oder aus der Sicht von Charakteren im Universum und/oder ihren elektronischen Geräten präsentiert. Fast alle Teile des ersten Akts werden in VHS-Qualität wiedergegeben, während die meisten Teile des zweiten Akts im Stil alter digitaler Videos erstellt werden, was den Wandel des dargestellten Zeitraums widerspiegelt.

## Entwicklung und Produktion
The Mandela Catalogue wurde von dem damals siebzehnjährigen Schüler Alex Kister aus Richfield, Wisconsin, als eine Reihe von Kurzvideos erstellt, die er 2021 während seines Sommerstudiums begann. Es war Kisters erstes Filmprojekt. Kister schuf „Overthrone“ [sic] ursprünglich als einmaliges Video basierend auf einem Schreibprojekt an der High School und plante, eine Serie zu machen, in der er Kindercartoons so bearbeitete, dass sie gruselig waren. Aufgrund der Popularität des Videos beschloss Kister jedoch, weiterhin Videos zu drehen, die das Universum von Overthrone in der heutigen Zeit verfolgen. Er benannte die Serie nach dem Mandela-Effekt.
Kister hatte ein geringes Budget und verwendete grundlegende Schnitte: Szenen werden in seinem Haus gedreht und Charaktere werden von seinen Freunden durch Standbilder und Voiceover dargestellt. Kisters Mutter spielte einmal eine Alternative. In einem Interview mit GQ sagte Kister, er wolle seinen Horror aus „Jump-Scares entwickeln, die […] eine physiologische statt einer psychologischen Reaktion hervorrufen.“
Kister hatte gesagt, dass die Serie ursprünglich als kreatives Ventil für die existenzielle Krise gedacht war, mit der sie zu kämpfen hatten, insbesondere wenn es um das Thema Religion und Christentum ging. Die Serie wurde auch von der Isolation und dem Verlust an Sicherheit inspiriert, die Kister infolge der COVID-19-Pandemie erlebte.
Im Oktober 2022 arbeitete Kister mit Makeship zusammen, um Merchandise für die Serie herauszubringen. Im März 2024 kündigte Retro Release Video Pläne an, den ersten Band auf VHS zu veröffentlichen, dies wurde jedoch bald abgesagt.

## Episode

### Akt I (2021–2022)
| Nr. | Titel                          | Regie führte | Geschrieben von | Länge                             | Ursprüngliches Veröffentlichungsdatum              |
| --- | ------------------------------ | ------------ | --------------- | --------------------------------- | -------------------------------------------------- |
| 1 | overthrone                     | Alex Kister  | Alex Kister     | 4:01                              | 9. Juni 2021                                       |
| Eine beschädigte Tonbandaufnahme der The Beginner's Bible. Es zeigt eine alternative Version der Geburt Jesu, in der Satan, der sich als Gabriel ausgibt, den Menschen während der Verkündigung an die Hirten täuscht und erklärt, dass er ihr „wahrer Retter“ sei. Die Episode endet mit einem Monolog einer unbekannten Person, die erklärt, dass sie in einem Sandgrab gefesselt wurden, und ihre Rede mit „Wenn es einen Gott gibt… bitte hilf mir“ beendet. |                                |              |                 |                                   |                                                    |
| 2 | The Mandela Catalogue Vol.1    | Alex Kister  | Alex Kister     | 15:09 (Original) 17:29 (Restored) | 9. August 2021 (Original) 4. April 2023 (Restored) |
| Eine Sammlung von vier Bändern im Zusammenhang mit der Übernahme durch die Alternate. Diese Bänder bestehen aus einem PSA zum Identifizieren und Vermeiden von Alternates, einer Beweisaufnahme zum Tod des 17-jährigen Mark Heathcliff, einem Schulungsvideo für 911-Telefonisten, in dem ihnen erklärt wird, wie sie mit Anrufen über Alternates umgehen sollen, und einem Video zum Testen der Reaktion von Kleinkindern auf bestimmte akustische und visuelle Reize. |                                |              |                 |                                   |                                                    |
| 3 | intruder alert                 | Alex Kister  | Alex Kister     | 5:47                              | 18. August 2021                                    |
| Das Video beginnt mit einer öffentlichen Bekanntmachung über die Gefahren, unbeaufsichtigte Kinder vor dem Fernseher zu lassen, da es auf zahlreichen Kanälen schädliche Inhalte gibt. Es wird ein Beispiel gezeigt, in dem eine Frau ihr Kind vor dem Fernseher weinen hört. Sie betritt den Raum, während das Kind noch zu hören ist, obwohl die Sendung davor warnt. Als sie den Raum betritt, stellt die Frau fest, dass das Kind fehlt. Ein Gesicht im Fernsehen lächelt sie an und sie begeht daraufhin Selbstmord. Darauf folgt eine Notfallwarnung bezüglich dieser Bedrohung und eine Sammlung von polizeilichen Beweisen bezüglich des Vorfalls, in denen die Möglichkeit ausgeschlossen wird, dass es sich bei der Bedrohung um einen Alternate handelt. |                                |              |                 |                                   |                                                    |
| 4 | exhibition                     | Alex Kister  | Alex Kister     | 8:32                              | 30. Oktober 2021                                   |
| Eine Beweisaufnahme aus dem Fall Heathcliff zeigt, dass Mark Heathcliff vor seinem Tod wochenlang von Alternates verfolgt wurde, was den Ermittler Thatcher Davis zu dem Schluss brachte, dass Mark sich in einem anhaltenden „paranoiden“ Zustand befunden hatte. Ein weiteres Tonband von The Beginner’s Bible zeigt eine alternative Version der Sintflutgeschichte der Genesis, in der Satan/„Gabriel“ Noah dafür bestraft, dass er „seiner Botschaft widerstanden“ hat, und ihm sagt, dass er ein weiteres Geschöpf auf die Arche bringen wird, das seine „letzte Botschaft“ überbringen wird. |                                |              |                 |                                   |                                                    |
| 5 | The Mandela Catalogue Vol. 2   | Alex Kister  | Alex Kister     | 20:34                             | 18. Januar 2022                                    |
| Die vom FBI gesuchten amateure paranormalen Ermittler Adam Murray und Jonah Marshall untersuchen den Bericht einer Dame über eine Geisterkatze in ihrem Haus. Adam betritt das leere Haus und findet außer einer verschlossenen Tür nichts Ungewöhnliches. Jonah überlegt, das Haus zu verlassen, bevor ein Schrei aus dem Inneren zu hören ist. Adam sucht weiter und schläft auf einem Sofa ein. Während er schläft, flüstert ihm ein Alternate durch sein Walkie-Talkie zu und sagt ihm, er solle aufwachen, bevor einer vor ihm auftaucht. Als Adam aufwacht, findet er die Tür unverschlossen vor und hört die „Geisterkatze“ von drinnen miauen. Jonah besteht darauf, dass Adam nicht hineingehen soll, und sagt ihm, dass sie niemanden finden werden, der Adam wichtig ist und dessen Name zensiert ist. Adam betritt es trotzdem und findet einen analogen Fernseher, auf dem das Gesicht aus „intruder alert“ eine ominöse Nachricht für ihn hat. Schließlich zeigen Aufnahmen der Dashcam, wie Jonah wegfährt, während ein anderer Alternate sein GPS blockiert und ihn verspottet, weil er Adam im Stich gelassen hat. Jonah parkt das Auto am Straßenrand und wird vermutlich getötet.                  |                                |              |                 |                                   |                                                    |
| 6 | The Mandela Catalogue Vol. 333 | Alex Kister  | Alex Kister     | 26:41                             | 4. Juni 2022                                       |
| Eine Frau namens Lynn Murray ruft ihren Ex-Mann Jude wegen ihres kleinen Sohnes an, der nicht aufhört zu weinen. Jude erklärt sich bereit, vorbeizukommen und ihr zu helfen, die Sache herauszufinden. Zwei Beweisaufnahmen der Polizei werden abgespielt. Die erste ist für den Fall des Todes von Mark Heathcliff, in dem ein Alternate von Marks bestem Freund (Cesar Torres) als Täter bezeichnet wird. Marks Notizbuch zeigt, wie er in seinen letzten Tagen in den Wahnsinn abdriftet. Die zweite Beweisaufnahme betrifft Jude, Lynn und ihren Sohn, bei dem es sich vermutlich um den jungen Adam Murray handelt. Ein wiedergefundenes Band zeigt eine Fernsehsendung für Kinder, in der ein grobes Puppengesicht namens Stanley zu sehen ist, das Kindern erklärt, wie sie einen „imaginären Freund“ erschaffen können, der irgendwo in ihrem Haus auftaucht. Unmittelbar danach wird ein Notruf abgespielt, in dem Jude Murray Thatcher Davis verzweifelt anfleht, ihm bei einem Einbruch zu helfen. Thatcher und seine Partnerin Ruth Weaver gehen zum Haus, wo der „imaginäre Freund“ Ruth außerhalb des Bildes tötet. Die Kreatur (eine andere Form von Alternate) offenbart sich und greift Thatcher an. |                                |              |                 |                                   |                                                    |
| 7 | every day gets brighter        | Alex Kister  | Thorne Baker    | 2:26                              | 6. Juni 2022                                       |
| In einer an Ruth Weaver gerichteten Tonbandaufnahme äußert Thatcher Davis seine verborgenen Ängste und verspricht, dass er den Alternate aus Vol. 333, der sich seitdem als er ausgegeben hat, töten werde. |                                |              |                 |                                   |                                                    |

### Akt II (2022–jetzt)
| Nr. | Titel                                                      | Regie führte | Geschrieben von | Länge | Ursprüngliches Veröffentlichungsdatum |
| --- | ---------------------------------------------------------- | ------------ | --------------- | ----- | ------------------------------------- |
| 8 | interlude                                                  | Alex Kister  | Alex Kister     | 3:22  | 5. September 2022                     |
| Ein Bericht für Mandela County zeigt, dass die Bevölkerung des Landkreises von 15.000 im Jahr 1992 auf knapp 1.000 im Jahr 2009 gesunken ist. Ein Video von „BPS Productions 2007“, das Adam Murray von Sarah Heathcliff, Marks jüngerer Schwester, geschickt wurde, enthält ein Propagandaband des USDTP, das der Öffentlichkeit und den Strafverfolgungsbehörden dafür gratuliert, dass sie geholfen haben, „eine unvorhergesehene Bedrohung“ zu beseitigen. Das Band wechselt zu einem Leitfaden zu drei Arten Alternates „Assimilationen“: fehlerhaft, vollständig und übersteuert. Das Video wechselt zu einem Bild von Marks Haus und der Kirche aus Exhibition mit Umgebungsschreien. |                                                            |              |                 |       |                                       |
| 9 | The Mandela Catalogue Vol. 4                               | Alex Kister  | Alex Kister     | 40:53 | 25. November 2022                     |
| Das Video beginnt mit einer abgewandelten Nacherzählung des Buches Genesis, in der Gabriel Adam einen Apfel vom Baum der Erkenntnis gibt. 2009 arbeitet Adams Ex-Freundin Evelin Miller für Dave Lee bei MandelaTECH. Sie findet ein Band (das „Stressbeurteilung bei Kindern“-Video aus Vol. 1) und sieht es sich auf Daves verstecktem Röhrenfernseher an. Im Juli 2007 nimmt Adam Sarah Heathcliff mit in ein angeblich verlassenes Haus und lockt vor der Kamera Alternates heraus. Zwei Jahre später, unmittelbar nach Vol. 2, gerät Adam in einer Messaging-App mit Sarah in einen Streit über seine Reaktion auf Jonahs Tod. Thatcher Davis trauert um Ruth Weaver und sieht, wie der Alternate aus Vol. 333 ihn beobachtet und verspottet. Adam macht ein Gedenkvideo für Jonah, aber das Video zeigt Evelin, wie sie Adams besorgniserregendes Verhalten bespricht, und Dashcam-Aufnahmen vom Ende von Vol. 2. Ein Werbevideo für „Face Studio 2“ erklärt, wie Benutzer einen 3D-Kopf basierend auf Fotos ihres eigenen Gesichts erstellen können. Das Video zeigt Lynn Murrays hängende Leiche. Dave Lee besucht die örtliche Kathedrale, um seinen Freund O’Brien zu finden, der ihm zuvor einen Job in der Kirche angeboten hatte. Der Himmel verdunkelt sich und O’Brien entpuppt sich als Gabriel und nennt Dave einen Narren, weil er „dem Hirten folgt“. Er enthüllt, dass Dave „bereits alle seine Gebote ausgeführt hat“ und tötet ihn. Evelin, die von Dave gefeuert wurde, weil sie seinen Fernseher gefunden hat, geht zur leeren MCPD-Station, um dort einen Job zu bekommen. Sie findet Unterlagen, die erklären, dass Adam als Kleinkind bei einem Stressbeurteilung-Test auf keine Reize reagiert hat. Nachdem sie dies gefunden hat, wird der Strom in der Station unterbrochen. Alarme gehen los und ein Paar Hände erscheinen über Evelin. Adam wird von einem unbekannten Benutzer über seine Messaging-App kontaktiert. Der Benutzer offenbart sich als The Intruder, ebenso wie Stanley und das Gesicht auf dem Fernseher. The Intruder offenbart Adam, dass er ein Alternate ist. Das Video endet mit einem Text, der die Täuschung des „Propheten Mandela“ verkündet und dass „es heute beginnt“, während Bilder von Adams Gesicht (im Format von Face Studio 2) auf dem Bildschirm erscheinen. |                                                            |              |                 |       |                                       |
| 10 | THE BEGINNER'S BIBLE "THE STORY OF EASTER" CLIPS CIRCA1995 | Alex Kister  | Alex Kister     | 2:00  | 8. April 2023                         |
| (Dieses Video stammt vom anderen YouTube-Kanal „GENESIS APOCRYPHON“, der offiziell Teil der Serie ist.) Maria Magdalena, eine biblische Figur, wird in einem Video dargestellt, in dem Wächter und Nonnen, die ihre biblischen Figuren Johanna und Martha darstellen, auf eine Höhle stoßen, in der sie „Gabriel“ entdecken, was darauf hindeutet, dass Jesus im Grab ist. |                                                            |              |                 |       |                                       |
| 11 | mandela catalyst                                           | Alex Kister  | Alex Kister     | 7:49  | 16. April 2023                        |
| In einem Nachrichtenbericht über Daves Tod taucht ein Text mit dem Text „KEIN WEGRENNEN MEHR“ auf. Sarah und Evelin besprechen Adams Verhalten. Man sieht ein dunkel beleuchtetes Schlafzimmer; eine Lampe wird eingeschaltet und enthüllt ein anderes Wesen in der Tür. Audioaufnahmen von Daves Autopsie zeigen, dass ihm beide Augen fehlen und sein Gehirn sich abnormal verhält. Gabriel, der auf Thatchers Haus steht, fragt ihn, ob er „das Schreien hört“ und dass er „hingehen und nachsehen“ solle. Thatcher fährt zu Adams Haus und findet das Haus in Unordnung vor. Ein Radio geht an und einige verzerrte Audiospuren werden abgespielt, bevor eine männliche Stimme zu hören ist, die eine ominöse, kryptische Nachricht spricht. Thatcher geht in Adams Schlafzimmer und findet ihn regungslos an seinem Nachttisch lehnend vor. Die Kamera zoomt heran und ein Bild mit dem Text „Verdächtiger identifiziert“ läuft durch, aber Thatcher lässt die Kamera fallen, als Adam vor Schmerzen zu schreien beginnt und Thatcher anfleht, ihn zu töten. Das Video endet auf einem weißen Bildschirm mit einem pixeligen Smiley in der Ecke, während Adams gedämpftes Schreien noch zu hören ist. |                                                            |              |                 |       |                                       |
| 12 | Presto                                                     | Alex Kister  | Alex Kister     | 6:19  | 12. August 2023                       |
| Ein Fernsehspot macht Werbung für den Räumungsverkauf von MandelaTech. Evelin und Sarah hacken sich in die Überwachungskameras des Ladens, um Dave zu finden. Während die beiden telefonieren, wird Sarahs Verbindung unterbrochen und ihr Computer verbindet sich mit den Überwachungskameras der Polizeistation. Die Aufnahmen der Überwachungskamera zeigen Thatcher und Adam, wie sie auf der Station über Adams Erlebnisse sprechen. Adam behauptet, man habe ihm gesagt, er „zahle den Preis“ für Jonahs Tod. Thatcher fragt, wer es ihm gesagt habe, und Adam sagt, es sei Gott gewesen. |                                                            |              |                 |       |                                       |
| 13 | 1_19_09 221a                                               | Alex Kister  | Alex Kister     | 0:30  | 22. August 2023                       |
| (Dieses Video stammt vom anderen YouTube-Kanal „GENESIS APOCRYPHON“, der offiziell Teil der Serie ist.) Das Video beginnt mit einem „ON AIR“-Schild und verschlechtert sich allmählich zu einer minderwertigen Ansicht von Wand, Boden und Fenster. Dann wird der Bildschirm schwarz und Adams Zeichnungen von Gabriel und The Intruder werden gezeigt. Das Video endet mit einem Bild der St. Gabriel-Kirche und dem Text „Antworten liegen darunter“. |                                                            |              |                 |       |                                       |
| 14 | 2:38                                                       | Alex Kister  | Alex Kister     | 5:57  | 08. Februar 2024                      |
| Das Video beginnt mit einer Zusammenstellung lustiger Vine-Videos aus dem Jahr 2015, doch während eines Clips, in dem jemand als Clown Pennywise verkleidet ist, wechselt das Filmmaterial zu einem dunklen Raum, in dem das einzige Licht hinter einer Tür herkommt. Sobald sich die Türklinke zu drehen beginnt, wechselt das Video zurück zur Vine-Zusammenstellung. |                                                            |              |                 |       |                                       |
| 15 | The Mandela Catalogue Vol. 5                               | Alex Kister  | Alex Kister     | 30:06 | 24. Juni 2024                         |
| 1992 versucht ein Mann, der sich später als Jude Murray (Adam Murrays Vater) entpuppt, mithilfe eines Dienstes namens „Midwestern Relocation Services“ ein neues Leben in British Columbia zu beginnen. Während er im sicheren Haus darauf wartet, abgeholt zu werden, wird er von einem Alternate namens N angegriffen, der bereits im Abschnitt „The T.H.I.N.K. Principle“ von Vol. 1 aufgetreten ist. Diese Handlung ist mit einer Stop-Motion-Animation über einen Hirten verwoben, der versucht, mit dem Heiligen Geist zu kommunizieren, dabei aber auf Alternates trifft. Etwa in der Mitte wird enthüllt, dass dieser Hirte vermutlich derjenige ist, der am Ende von „Overthrone“ spricht, da die Gegend um den Hirten und die Linien ähnlich sind. |                                                            |              |                 |       |                                       |
| 16 | Unraveling, Pt.1                                           | Alex Kister  | Alex Kister     | 4:17  | 14. August 2024                       |
| Eine Bildschirmaufnahme eines TikTok-Kurzfilms, die in einer Schleife läuft und jedes Mal stärker beschädigt wird. |                                                            |              |                 |       |                                       |
| 17 | Unraveling, Pt.2                                           | Alex Kister  | Alex Kister     | 10.47 | 31. Oktober 2024                      |
| Dave Lee testet die Beschädigung von VHS-Kassetten, wobei diese sehr schnell beschädigt werden, bevor es [höchstwahrscheinlich] zu einem Alternate Angriff kommt. |                                                            |              |                 |       |                                       |
| 18 | Cognitohazard                                              | Alex Kister  | Alex Kister     | 7:44  | 04. April 2025                        |
| Eine Unterhaltung zwischen zwei Benutzern auf einer Forumsseite beginnt mit einem einfachen Gespräch darüber, wohin man mit Kindern in Südwisconsin zum Spielen gehen kann. Später unterhalten sich die beiden Benutzer über Mandela County, und der zweite Benutzer beginnt, vertrauliche Informationen zu verfälschen und preiszugeben, um dem anderen Benutzer (vermutlich) M.A.D. aufzuerlegen. |                                                            |              |                 |       |                                       |

## Charakter

### Hauptcharakter
- Thatcher Davis (gespielt von Thorne Baker) - Ehemaliger Lieutenant des Mandela County Police Department. Nach dem Tod eines Kollegen durch einen Alternate ist Thatchers Hauptziel, den Alternate, der den Kollegen getötet hat, zu besiegen und alle Alternates ein für alle Mal aufzuhalten... obwohl er nur ein einzelner Mann ist.
- Adam Murray (gespielt von Ty Osborne) - Mitglied der Bythorne Paranormal Society, einem Club von Menschen, die paranormale Aktivitäten untersuchen. Nachdem er als Kind von einem unbekannten Wesen entführt wurde, das nicht mit Alternates verwandt ist, versucht Adam, seine vermisste Mutter zu finden und entdeckt dabei ein lebensveränderndes Geheimnis.
- Sarah Heathcliff (gespielt von Rachel Ridley) - Gründerin der Bythrone Paranormal Society. Nachdem sie ihren Bruder bei einem Angriff der Alternate verloren hat, weil die Polizei nicht auf seine Hilferufe reagierte, versucht sie, die Wahrheit über die Alternates herauszufinden und die Polizeibehörde aus Rache für ihren Verlust zu Fall zu bringen.
- Evelin Miller (gespielt von Spidey) - Ex-Freundin von Adam Murray. Sie hat sich aufgrund einer unerklärlichen Persönlichkeitsveränderung von Adam getrennt, für die sie mit Hilfe von Sarah Heathcliff den Grund herausfinden möchte.
- Mark Heathcliff (gespielt von Alex Kister) - Bruder von Sarah Heathcliff. Nachdem er von einem Alternate dazu verleitet wurde, zum Haus seines verstorbenen Freundes zu kommen, wird er in seinem Haus gefangen, was dazu führt, dass er verrückt wird und Selbstmord begeht.
- Cesar Torres (gespielt von Andrew Long) - Freund von Mark Heathcliff. Von einem Alternate assimiliert und dieser Alternate ist für den Tod von Mark verantwortlich. Viel mehr ist über ihn nicht bekannt.
- Jude Murray (gespielt von Michael Vale)- Der Ehemann von Lynn und, was noch wichtiger ist, der Vater von Adam. Er rief das MCPD um Hilfe und floh später in einen anderen Bezirk, nachdem er seine Familie verloren hatte.

### Nebencharakter
- Ruth Weaver (gespielt von Bee "Fruitmasseuse" L) - Thatchers Offizierskollegin und Sergeant des MCPD, der von der Murray Haus Alternate getötet worden war, was Thatcher dazu veranlasste, aus Rache zu planen, diese zu besiegen.
- Jonah Marshall (gespielt von Gabriel Linan) - Der dritte Mitglied der BPS. Ging nachts um 3 Uhr zusammen mit Adam zum Haus (von dem angenommen wurde, dass es das der Frau war), ohne zu erkennen, dass es eine Falle war, und starb schließlich, nachdem er seinen Zitat-im-Zitat-„Freund“ Adam zurückgelassen hatte.
- Lynn Murray (gespielt von Lighthouse) - Die Frau von Jude und die Mutter von Adam. Beging Selbstmord durch Erhängen, nachdem sie erkannte, dass The Intruder ihren Sohn Adam mitgenommen hatte.
- Dave Lee (gespielt von Alex Kister) - Manager von MandelaTECH (2000). Hat Thatcher Davis dabei geholfen, VHS-Kassetten mit übernatürlichen Motiven wiederherzustellen. Mitarbeiter/Chef von Evelin Miller bei MandelaTECH.

### Antagonist
- Erzengel Gabriel (gespielt von Fasthub (Overthrone), Microsoft Sam (Exhibition, Vol. 5), Kyle DeNigris (Vol. 4)) - Der erste Alternate und die Version Satans im The Mandela Catalogue. Er hat es geschafft, die Kontrolle über die Menschheit zu übernehmen, indem er als Alternate des echten Gabriel erschien. Er ist auch der Anführer des Alternates. Er ist der Hauptgegner der Geschichte.
- The Intruder/6 (gespielt von Microsoft Sam (Intruder Alert, Vol. 2), Leon Rodriguez (Vol. 4)) - Die humanoide Anomalie. Anstatt ein Alternate zu sein, ist er die Bedrohung, die mit den Alternates und „Gabriel“ gegen die Menschheit arbeitet. Er ist auch für die Entführung von über dreitausend unschuldigen Kindern (eines davon ist Adam) und den Selbstmord ihrer Eltern aus Trauer verantwortlich.
- The Murray Residence Alternate - Wurde durch das Fernsehen von Stanley/The Intruder und Adam manifestiert, nachdem er Ruth Weaver getötet hat. Es ging sogar noch weiter und verfolgte Thatcher siebzehn Jahre später.
- Cesar's Alternate - Ein Alternate von Cesar. Er assimilierte Cesar und machte seinen Freund Mark paranoid, nachdem er ihn dazu verleitet hatte, zu Cesars Haus zu gehen (eine Falle, von der Mark nichts wusste). Er trieb ihn auch in den Selbstmord, nachdem er ihm wahrscheinlich erzählt hatte, dass seine Religion, das Christentum, eine komplette Lüge sei.
- The Preacher - Ein Alternate einer älteren Nonne. Auch bekannt als Botin. Ein Alternate, das den kleinen Adam Murray (obwohl er trotz seines Alters von 4 Jahren oft als Säugling bezeichnet wird) in seinem Haus verfolgte, bevor The Intruder ihn zusammen mit über dreitausend anderen Kindern entführte.
- N – Einer der Alternate Beispiel aus dem T.H.I.N.K Principle. Es ist der Alternate, der Jude Murray verfolgte und in den Wahnsinn trieb.

### Cameo-Auftritte
Es gab einige Cameo-Auftritte aus den alten Filmklassikern, die nur im Vol. 1 [RESTORED EDITION] vorzeigte.
- Freddie Bartholomew als Cedric „Ceddie“ Errol Jr. aus Der Kleine Lord
- Dolores Costello als Mrs. Cedric „Dearest“ Errol aus Der Kleine Lord
- Max Schreck als Graf Orlok „Nosferatu“ aus Nosferatu – Eine Symphonie des Grauens
- Gustav von Wangenheim als Hutter aus Nosferatu – Eine Symphonie des Grauens

In der Zeichentrick The Beginner's Bible, die in einigen Fällen vorkommt, ist eigentlich nicht bekannt, welche Figuren synchronisiert wurden, da in jeder Folge dieselben Sprecher im Abspann ohne Namen der Figuren zu sehen sind. Der einzige Charakter, von dem bekannt ist, dass er einen Synchronsprecher hat, ist Adam, der erste von Gott geschaffene Mensch, der in The Mandela Catalogue Vol 2 vorkommt und von Rich Swingle gesprochen wurde.

## Rezeption

### Publikum
The Mandela Catalogue wurde durch Analyse- und Reaktionsvideos auf YouTube populär und gewann schnell eine Anhängerschaft. Einige Benutzer kritisierten eine übermäßige Abhängigkeit von analogen Horror-Tropen. Vol. 4 wurde insbesondere für die Verwendung von Live-Action-Segmenten kritisiert, die mit Greenscreens gefilmt wurden. Einigen Zuschauern missfiel der Mangel an Realismus der Szenen. Kister sagte jedoch, der Mangel an Realismus sei beabsichtigt und ein Versuch, den Segmenten eine unheimliche Talqualität zu verleihen.
Ein TikTok-Trend basierend auf The Mandela Catalogue wurde 2023 populär. In diesen Videos, die eine ähnliche VHS-Ästhetik aufweisen, erkennt eine Person, dass sie von ihrem Alternate gejagt wird, wenn der Soundbite abgespielt wird: „Wenn du eine andere Person siehst, die genauso aussieht wie du, lauf weg und verstecke dich.“

### Kritiken
Dread Central lobte The Mandela Catalogue als „das beste Beispiel dafür, wie analoger Horror aussieht und klingt“ und fügte hinzu, dass „das Gefühl der Unsicherheit, das aus dem Wissen entsteht, dass man Angst haben wird, ständig visuell manipuliert wird.“ Die Studentenzeitung The Post verglich die Verwendung des Uncanny Valley als Horrortechnik positiv mit The Walten Files. Es wurde auch von GQ gelobt. Während das TLK Magazine den Weltaufbau der Serie lobte, kritisierte es, dass die „monotone“ Stimme den Ton von The Mandela Catalogue beeinträchtigte.

## Adaptionen
Die Indie-Spiele Maple County (2021), Alternate Watch und Assessment Examination basieren auf der Serie. Maple County wurde 2021 von einem der Synchronsprecher der Serie, Thorne Baker, entwickelt, bevor er mit der Serie zusammenarbeitete. Das Spiel ist als interaktives Trainingsband der Maple County Police Department gestaltet, in dem die Spieler bestimmen müssen, auf welchen Fotos Alternates und auf welchen echte Personen abgebildet sind. Mandela Invasion, erstellt von Broken Arrow Games, geht davon aus, dass Alternates versuchen, in das Haus des Spielers einzudringen.

## Verfilmung
Am 27. September 2024 postete Alex Kister in einem YouTube-Community Beitrag (und anderen sozialen Medien), dass er einen Drehbuchautor für Mandela Catalogue Film sucht, und enthüllte und bestätigte, dass es einen Film geben wird. Am 10. November 2024 postete er erneut, dass er einen Kameramann sucht.